# Fatubessi (Liurai)
Fatubessi (Fatubesi, Fatu-Besi) ist eine osttimoresische Aldeia im Suco Liurai (Verwaltungsamt Aileu, Gemeinde Aileu). 2015 lebten in der Aldeia 488 Menschen.

## Geographie und Einrichtungen
Die Aldeia Fatubessi liegt im Süden des Sucos Liurai. Fast die gesamte Aldeia liegt auf einer Meereshöhe von über 1500 m. Nordwestlich von Fatubessi liegt die Aldeia Laclo, nördlich die Aldeia Quirilelo und östlich die Aldeia Rairema. Im Südosten grenzt Fatubessi an den Suco Fatubossa und im Südwesten an die Gemeinde Ermera mit ihrem Suco Eraulo (Verwaltungsamt Letefoho).
Durch den Osten von Fatubessi führt eine Straße, die teils auch der Grenze zu Rairema folgt. An ihr liegt im Südosten der Ort Fatubessi, wo sich auch die einzige Grundschule der Aldeia und das Haus des Chefe de Aldeia befinden. Weitere Häuser liegen verstreut im gesamten Süden von Fatubessi. Im Norden liegt auf einer Meereshöhe von 1677 m ein etwa 100 Meter langer See.

## Politik
2023 wurde Mauricio Tilman zum Chefe de Aldeia gewählt.